# Contafili

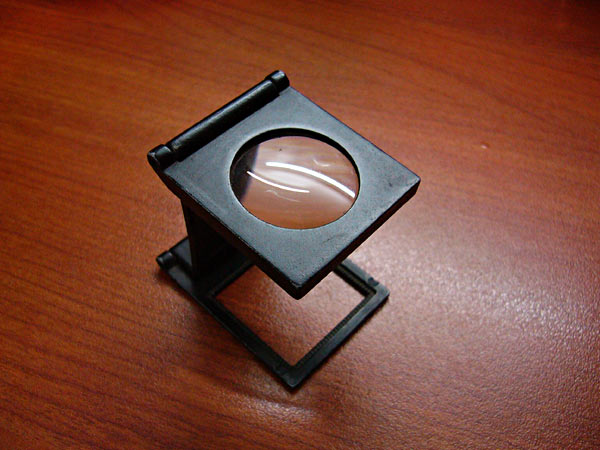
Un contafili

Il contafili detto anche occhiolino è uno strumento ottico simile ad una lente di ingrandimento.
Il nome deriva dall'impiego originario dello strumento, ideato per contare i fili della trama di un tessuto (riduzione ovvero numero di fili al centimetro) in una piccola superficie. È generalmente costituito da un supporto snodato in metallo, o altro materiale rigido, con una lente montata sulla faccia superiore mentre la base — opposta e parallela alla lente — porta incise, all'interno, delle tacche millimetrate atte alla misurazione dell'oggetto ingrandito.
Oltre all'applicazione in campo tessile, il contafili è spesso utilizzato in filatelia e tipografia.